# 乐线韩国
乐线韩国股份有限公司（韓語：주식회사 넥슨코리아，简称：乐线韩国）是一家开发和运营MMORPG等在线游戏的韩国公司。
2011年12月14日，樂線股份有限公司（英語：NEXON Co., Ltd.）在东京证券交易所主要市场上市，而原韩国公司乐线也在早前更名为乐线韩国，成为樂線的子公司。

## 概括
乐线韩国在韩国俗称乐线公司，由金正宙于1994年12月在首尔创立，1996年4月开发了世界上第一款图形大型多人在线角色扮演游戏（MMORPG）和运行时间最长的商业化网络游戏《风之国度》。从那时起乐线就开发和运营各种类型的各种网络游戏，并迅速成长为韩国最大的网络游戏制作商和发行商。此外通过积极的并购，将多家游戏开发商注册为子公司，其中部分游戏开发商正在为母公司的销售增长做出贡献。目前在乐线、《冒险岛》、《FIFA Online 4》、《地下城与勇士》、《突袭》、《跑跑卡丁车》、《泡泡堂》、《洛奇》、《Cyphers》、《Elsword》、《反恐精英Online》等66款网络游戏为110个国家地区提供服务，同时也进军手游业务，包括Fantasy Runners for Kakao、Bound Monsters、Nexon Professional Baseball Master 2013、《冒险岛M》、《冒险岛》等各类手游。《Kart Rider Rush Plus》正在运营中。此外，利用其游戏IP（知识产权）积极从事出版、动漫、角色产品发布等授权业务。 
2011年12月，乐线将乐线日本在东京证券交易所第一部上市。位于日本的公司樂線日本为接手乐线集团总公司位置在早前更名为樂線；而韩国公司乐线在接手之后后，公司名称从乐线变更为乐线韩国。
在股权结构上，新的樂線控股乐线韩国，持有100%的股权，而新的乐线由NXC控股。因此虽然总公司在日本，但NXC拥有集团的全部决策权。乐线集团的控股公司NXC公司位于韩国济州岛。
但在这次变动之后乐线集团主要的游戏开发任由乐线韩国负责，游戏版权归属也为乐线韩国，因此NEXON和乐线任然被经常用于指代开发相关游戏并在韩国运营的乐线韩国；在乐线韩国开发的游戏网站中无论是乐线集团自身各地区的网站还是代理商的网站均能看到“Copyright © 20XX NEXON Korea Corporation. All Rights Reserved.”字样。

## 历史简介
1994年12月由金正宙创立乐线有限公司（韓語：주식회사 넥슨） 。
1996年世界上第一款带视频的网络游戏《风之国》开始运营。商业上成功。
2003年同一家韩国开发公司，风靡全球的《冒险岛》的Wizet被收购，市场大幅扩大。
2005年10月转为控股公司乐线控股公司（英語：Nexon Holdings Corporation），原本的韩国游戏业务形成新的子公司乐线有限公司（韓語：주식회사 넥슨）。
2009年3月母公司Nexon Holdings Corporation改名为NXC公司（英語：NXC Corporation）。
同年4月日本兄弟公司乐线日本股份有限公司（日语：株式会社ネクソンジャパン）改名为乐线有限公司（日本公司）「株式会社ネクソン」
2011年2月乐线有限公司（韓語：주식회사 넥슨）更名为乐线韩国股份有限公司（韓語：주식회사 넥슨코리아），结束了乐线集团两家公司同名的情况。
2011年12月，NXC将日本公司在东京证券交易所第一部上市，韩国公司变为子公司。

## 运营的游戏
- 新楓之谷（乐线韩国）
- 马比诺吉（乐线韩国）
- 风之国（GameHi）
- 天翼之链（GameHi）
- 曾经的星球（GameHi）
- 黑暗传说（GameHi）
- 阿斯加德（GameHi）
- 伊兰西亚（GameHi）
- 什叶派（乐线韩国）
- 王者世界（NDOORS）
- 地下城与勇士（Neople）
- 艾爾之光( KOG )
- 洛奇英雄传（乐线韩国）
- 格斗俱乐部（ KOG ）
- 泡泡堂（乐线韩国）
- 跑跑卡丁车（乐线韩国）
- 泡泡战士（乐线韩国）
- 突击风暴（GameHi）
- 反恐精英Online (乐线韩国, 威尔乌 )
- 反恐精英Online2 (乐线韩国, 威尔乌 )
- 战争前线(Crytek)
- 战斗武器（乐线韩国）
- Dota 2 （威尔乌）
- 超能战联（Neople）
- 混沌在线（Neoact）
- X能力（JoyCity）
- FIFA Online 4 （电子艺术）
- FreeStyle Street Basketball（JoyCity）
- FreeStyle Street Basketball 2 （JoyCity）
- 失落的传奇（IO 游戏）
- 冒险岛2（乐线韩国）
- 突袭2 （Nexon）（因定期维护服务于2016年9月结束）
- 天涯明月刀 （腾讯极光工作室）
- Kart Rider Rush Plus（乐线韩国）
- 风之国：风筝（乐线韩国）
- V4 （乐线韩国）
- 冒险岛移动版 (乐线韩国)
- Kart Rider Nursery Rhythm Battle (乐线韩国, Aurora World )
- FIFA移动版 (EA)
- 蔚藍檔案(樂線韓國)

## 海外扩张

### 日本
1999年10月，通过与Gracenet的业务合作进入日本市场。2000年3月，Gracenet并入Solid Networks。2000年9月Solid Networks通过第三方向乐线配股成为合资企业，更名为Nexon Japan Co., Ltd.。然而，在2002年1月，Nexon Japan 将其名称重新命名为Solid Networks。
2002年12月18日，乐线日本股份有限公司（日语：株式会社ネクソンジャパン）成立，并新设总部。公司名称于2009年4月1日变更为樂線股份有限公司（日语：株式会社ネクソン）。
2011年12月14日在东京证券交易所第一部上市，成为包括乐线韩国在内的乐线海外所有公司的母公司。

### 美国
这家美国公司控制着两个美洲的企业。
2005年10月成立NX Games。公司名称于2006年 11 月 2 日更改为 NEXON America。 2006 年 11 月 9 日与MTV Networks建立合作伙伴关系。

### 欧洲
2007年4月9日成立NEXON Europe。

## 脚注
1. ↑  . TechCrunch Japan. 2022-03-02.
2. 1 2  . ネクソン 会社情報.   [2023-12-25]. （原始内容存档于2023-11-30） （日语）.